# Poste San Marino
Poste San Marino (укр. Пошта Сан-Марино) — національний оператор поштового зв'язку Сан-Марино зі штаб-квартирою в Сан-Марино. Є державною компанією та підпорядкована уряду Сан-Марино. Член Всесвітнього поштового союзу.